# Shufania
Shufania – wymarły rodzaj pluskwiaków z rodziny Sinoalidae, obejmujący tylko jeden znany gatunek: Shufania hani.
Rodzaj i gatunek typowy opisali w 2017 roku Chen Jun, Zheng Yan, Wei Guangjin i Wang Xiaoli na podstawie pojedynczej skamieniałości pochodzącej z piętra keloweju lub oksfordu w jurze, odnalezionej w Daohugou, na terenie chińskiej Mongolii Wewnętrznej. Nazwa rodzajowa jak i epitet gatunkowy nadano na cześć Hana Shufan, kuratora Muzeum Uniwersytetu Linyi.
Owad ten miał przednie skrzydło długości 11,6 mm, o nieco łukowatej krawędzi kostalnej, zaokrąglonej krawędzi wierzchołkowej oraz sięgającej około ćwierci długości skrzydła komórce bazalnej. Wąskie i długie pole kostalne miało punktowaną powierzchnię. Żyłka ScP+R+M+CuA dzieliła się na bardzo krótką żyłkę ScP+R+M i przednią kubitalną (CuA) przy połączeniu z szypułą żyłki poprzecznej cua-cup. Silne zakrzywienie cechowało nasadę tylnej żyłki radialnej. Prawie prosta żyłka medialna była bardzo długa i rozwidlała się w ¾ długości skrzydła, a żyłka poprzeczna, łącząca ją z przednią żyłką kubitalną odchodziła przed wspomnianym rozwidleniem i dochodziła do przedniej kubitalnej w miejscu jej rozdwojenia. Występowało sześć komórek analnych.